# Cianurare
Cianurarea, denumită și procesul MacArthur-Forrest este o metodă chimică hidrometalurgică utilizată în industria minieră auriferă din toată lumea pentru extragerea aurului din minereuri, peste 90% din cele 2.500 de tone de aur produse anual fiind extrase prin această tehnologie. Se bazează pe formarea unui complex coordinativ al aurului, care este solubil în apă. Se poate aplica și la extracția argintului, de obicei după flotație.

## Procese chimice

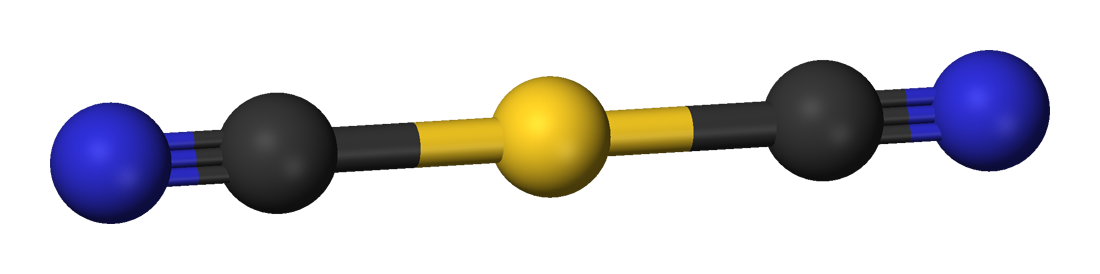
Structura complexului de aur obținut: anionul complex aurocianură sau dicianoaurat (I), cu formula chimică [Au(CN)_{2}]^{−}

Ecuația reacției chimice de extracție a aurului, cunoscută și ca ecuația Elsner, este:
4 Au + 8 NaCN + O2 + 2 H2O → 4 Na[Au(CN)2] + 4 NaOH
În loc de cianură de sodiu se poate utiliza cianură de potasiu sau cianură de calciu.
Acest proces este utilizat specific deoarece foarte puține metale se dizolvă în acest mod în prezența ionilor cianură și a oxigenului. Specia complexă solubilă este dicianoauratul, [Au(CN)2]−. Recuperarea aurului se poate face prin absorbție pe cărbune activ.